# Pistolet do klejenia

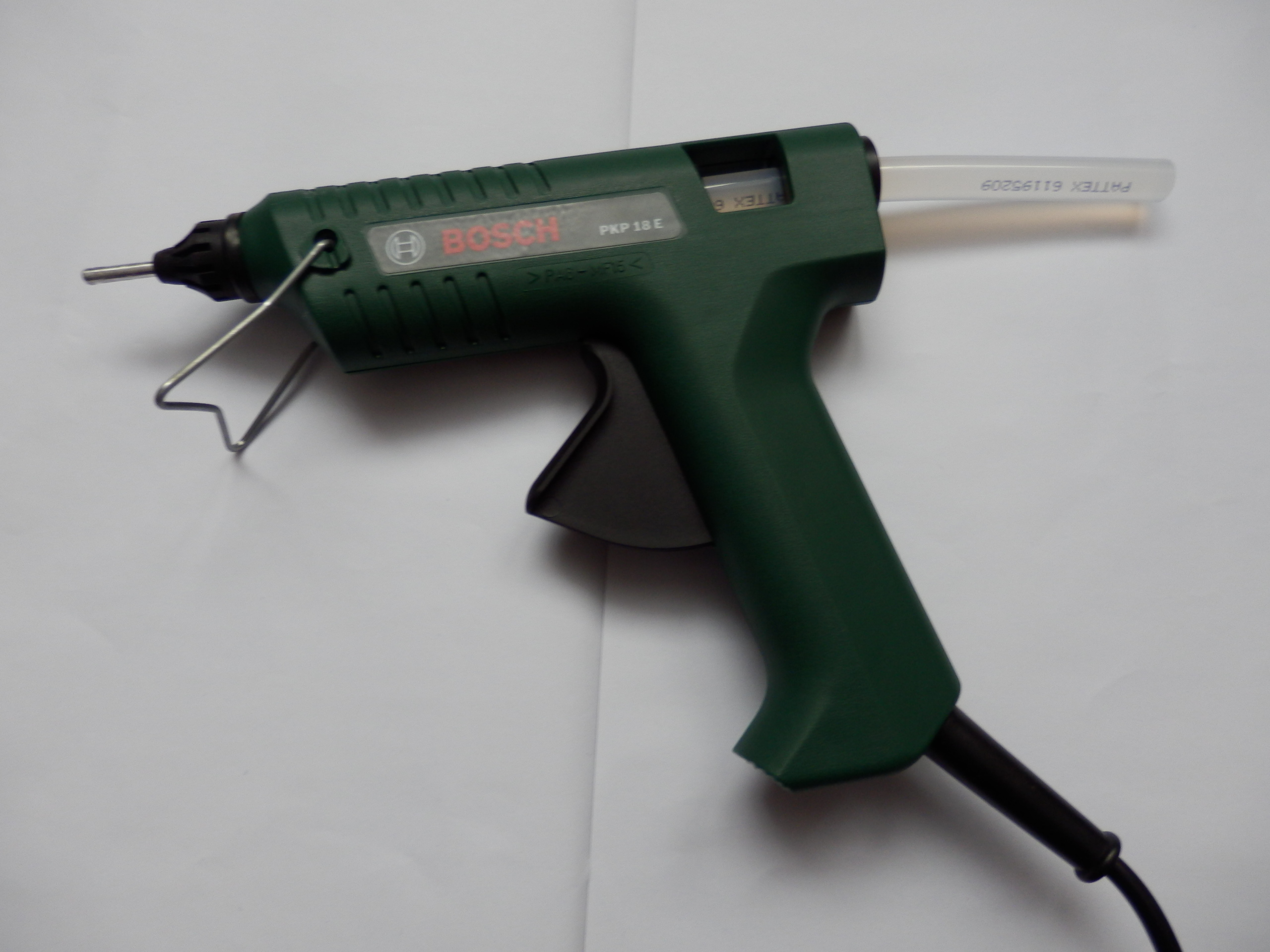
Pistolet do klejenia

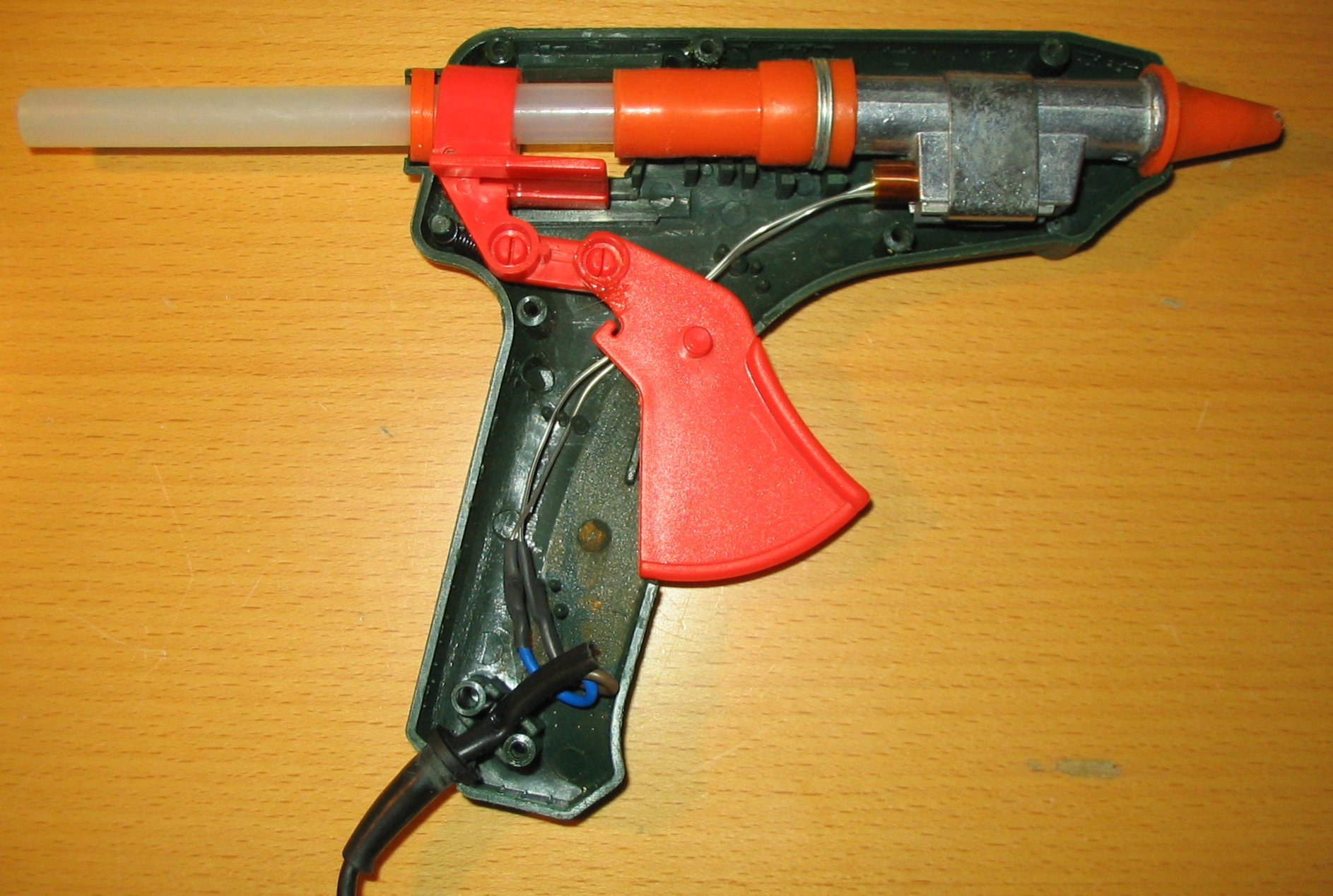
Budowa pistoletu do klejenia

Pistolet do klejenia – elektronarzędzie używane do klejenia drewna, kartonu, plastiku, papieru oraz  metalu (po uprzednim nagrzaniu klejonych powierzchni metalowych) przy pomocy gorącego kleju. Nie nadaje się do klejenia np. gipsu.

## Sposób działania
Wkładany do pistoletu sztyft z klejem (zwykle 11 mm średnicy) podgrzewany jest przez grzałkę o temperaturze 100 - 200 °C i jest wyprowadzany mechanicznie przez dyszę. Po nałożeniu gorącego kleju na powierzchnię klejoną, nakłada się na nią odpowiednio drugi element i zaciska zwykle na około kilka sekund. Po około 5 minutach, gdy klej osiągnie temperaturę pokojową, spoinę można obciążać przez np. zawieszenie.